# Ferrocarril en Camboya
Camboya cuenta con una red ferroviaria de 612 km de ancho de vía de 1.000 mm, compuesta por dos líneas: una desde la capital, Phnom Penh, hasta Sihanoukville, y otra desde Phnom Penh hasta Poipet, en la frontera con Tailandia. Las líneas se construyeron originalmente en la época en que el país formaba parte de la Indochina francesa, pero debido al abandono y a los daños causados por la guerra civil durante la segunda mitad del siglo XX, los ferrocarriles estaban en un estado ruinoso y todos los servicios se habían suspendido en 2009. Gracias a los esfuerzos de rehabilitación del Gobierno de Camboya, con financiación del Banco Asiático de Desarrollo, la Agencia Australiana para el Desarrollo Internacional (AusAID) y la empresa australiana Toll Holdings, el servicio de mercancías y de pasajeros limitado volvió a funcionar entre Phnom Penh y Sihanoukville en 2016, y el servicio de pasajeros entre Phnom Penh y Poipet se restableció por completo en 2019.

## Historia

### Época colonial francesa
Antes de que se construyera el ferrocarril Phnom Penh - Poipet en la década de 1930, los franceses construyeron en la década de 1890 una línea ferroviaria de 600 mm que conectaba Phnom Krom con Siem Reap. El gobierno colonial francés construyó la primera línea, que iba de Phnom Penh a Poipet, en la frontera tailandesa, entre 1930 y 1940, y la estación de ferrocarril de Phnom Penh se inauguró en 1932. La conexión final con Tailandia fue completada por los Ferrocarriles Reales del Estado en 1942. Sin embargo, el servicio de Bangkok a Battambang se suspendió cuando el Gobierno francés de Indochina reasumió la soberanía sobre Battambang y la zona de Sisophon de Tailandia el 17 de diciembre de 1946, ya que se consideraba que Tailandia apoyaba al Khmer Issarak, el movimiento político nacionalista jemer antifrancés.
Ruta
Phnom Penh – Pursat – Moung Ruessei – Battambang – Sisophon – Poipet

### Finales delsigloXX
En 1955, Australia donó material rodante, descrito como "vagones de ferrocarril de varios tipos", por un valor en aquel momento de 441.000 libras australianas y "necesario para los nuevos enlaces ferroviarios". La ayuda de Francia, Alemania Occidental y el Reino Unido entre 1960 y 1969 apoyó la construcción de la segunda línea, que va de Phnom Penh a Sihanoukville, en la costa sur, para reducir la dependencia del puerto de Saigón de Vietnam y del puerto de Khlong Toei de Tailandia. En 1960, Australia proporcionó cuatro vagones de pasajeros de tercera clase en el marco del Plan Colombo. El servicio ferroviario cesó durante la guerra, pero se reanudó a principios de la década de 1980. Sin embargo, las actividades de la guerrilla siguieron interrumpiendo el servicio.

### sigloXXI

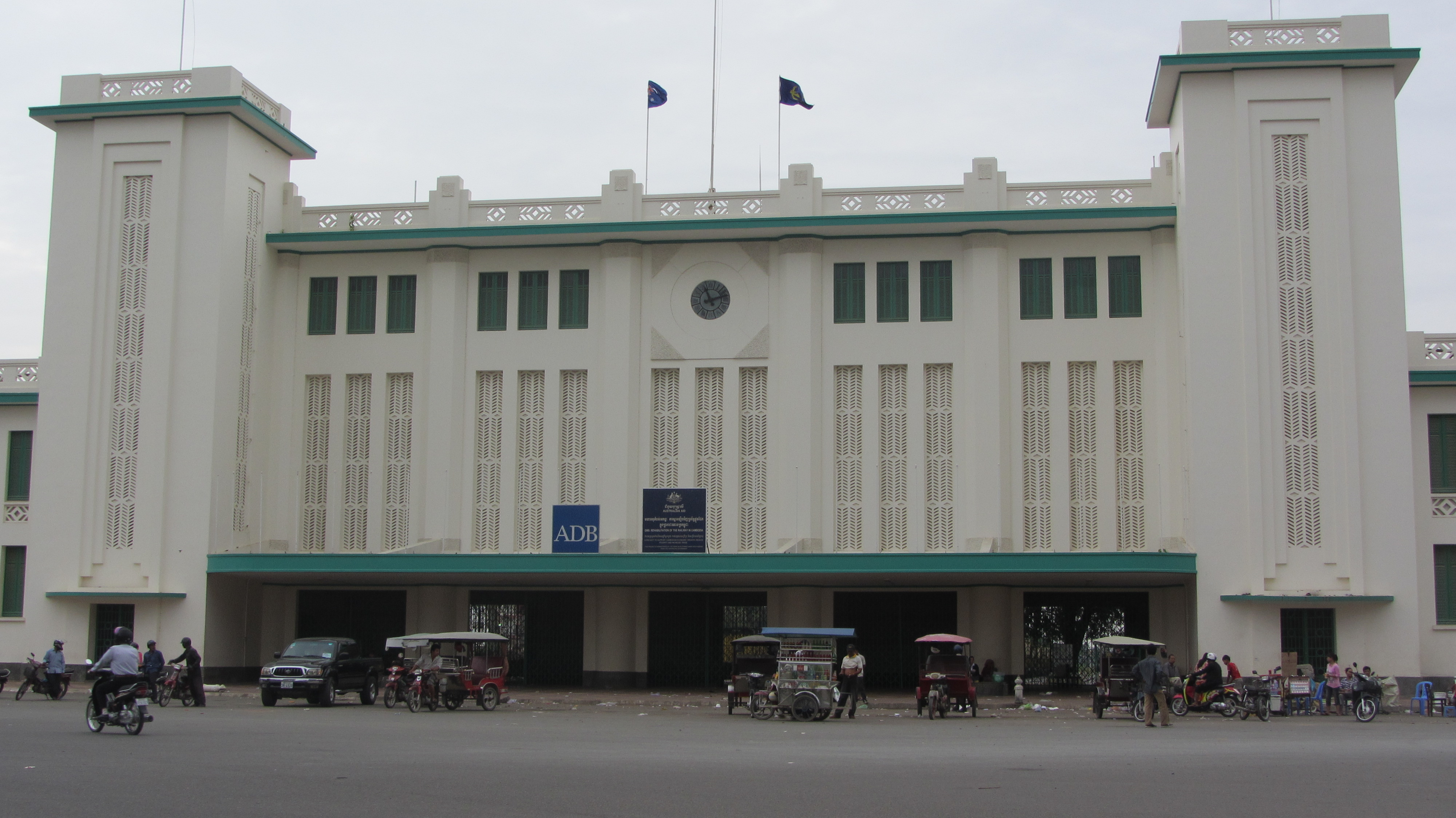
Estación de tren de Phnom Penh, 2012.

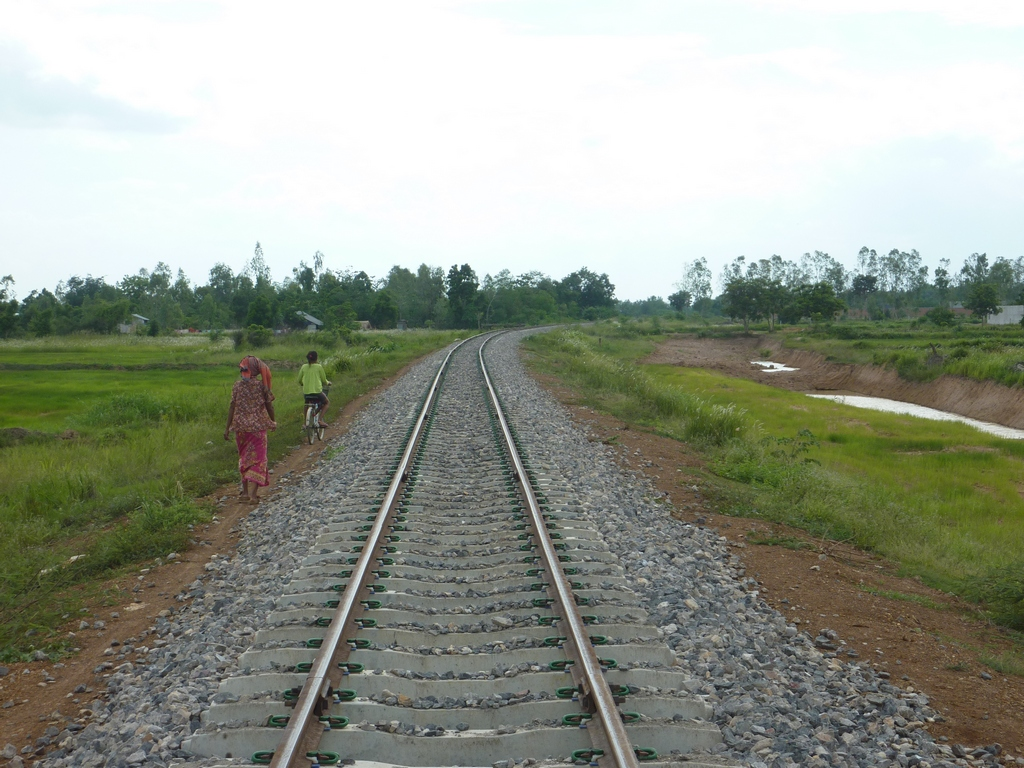
Rehabilitación de la vía férrea Poipet-Sisophon, vista en 2012.

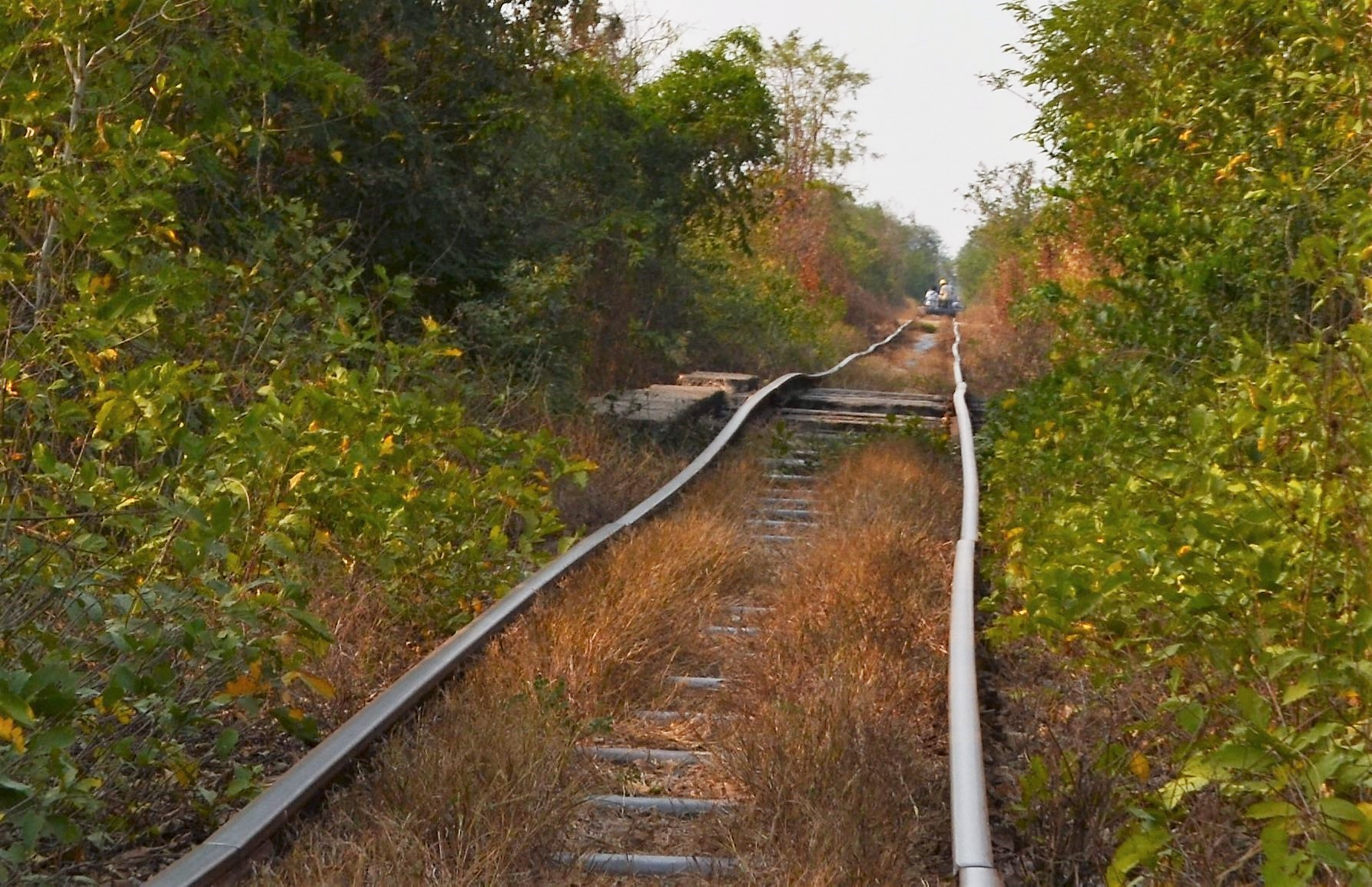
Ferrocarriles cerca de Battambang(todavía se utilizan los trenes de bambú).

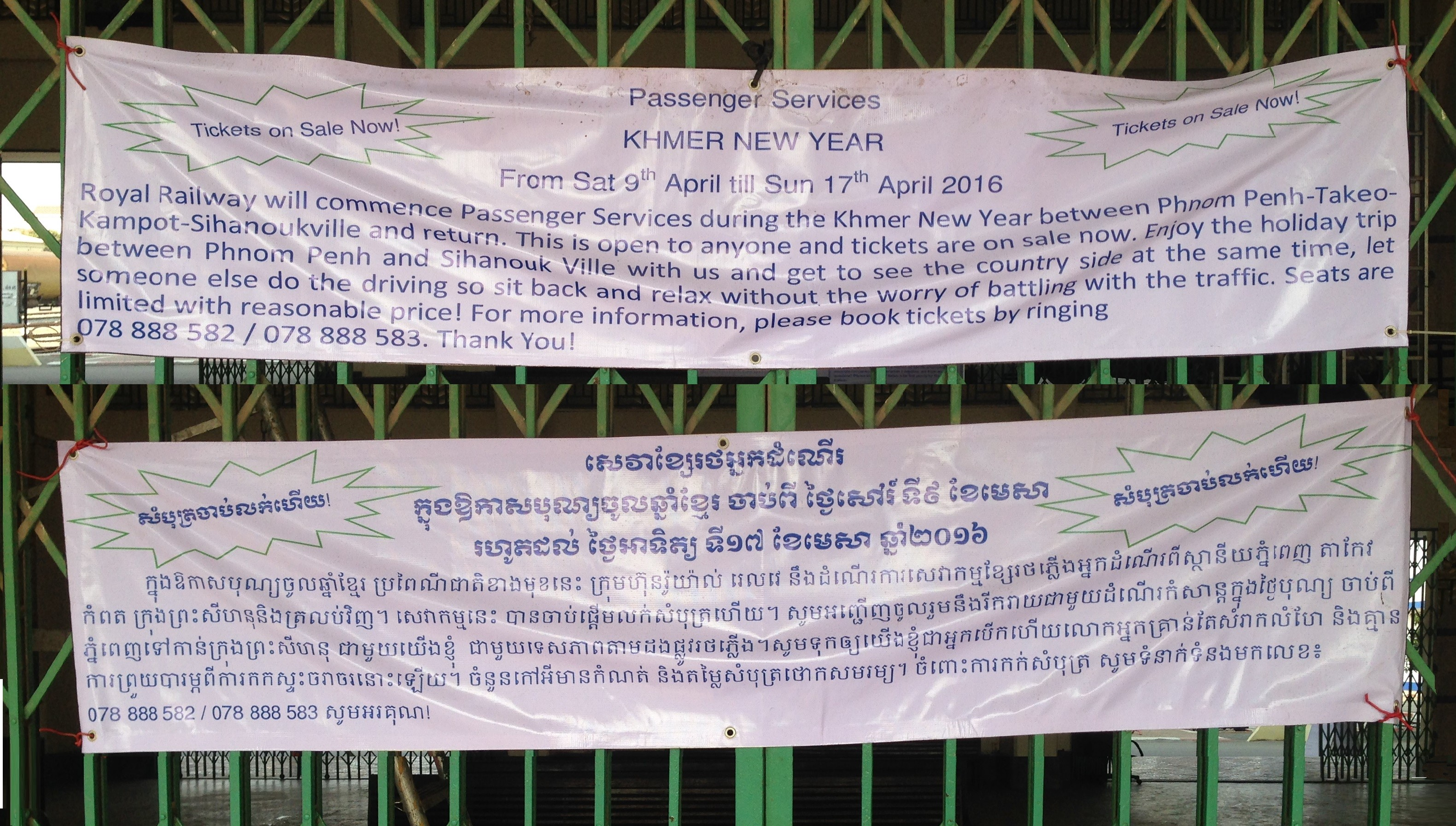
Apertura en abril de 2016.

En 2008, el servicio entre Phnom Penh y Battambang se había reducido de diario a semanal debido a la falta de fondos para mantener las vías y el material rodante. Incluso las nuevas locomotoras diésel-eléctricas procedentes de China no podían circular por las vías debido a su estado ruinoso. Los descarrilamientos de los trenes en servicio no eran infrecuentes. Según informó el Phnom Penh Post en octubre de 2008, el ferrocarril nacional sólo ganaba 2 millones de dólares al año; el volumen anual de mercancías era de 350.000, y el de pasajeros, de 500.000. El último servicio ferroviario regular de Camboya entre Phnom Penh y Battambang se suspendió por completo a principios de 2009.
En junio de 2009, la empresa australiana Toll Holdings se adjudicó el contrato para iniciar la reconstrucción de la red ferroviaria de Camboya y operarla una vez terminada. Se prevé que esta línea se reabra a mediados de 2013, junto con la vía más al oeste hasta la frontera tailandesa, lo que permitiría servicios ferroviarios directos a Camboya desde Bangkok por primera vez en más de 60 años. Se dice que el gobierno australiano y el Banco Asiático de Desarrollo van a destinar 26 millones de dólares para ayudar a reconstruir el sistema ferroviario de Camboya, la mayor parte de las líneas del norte y del sur del país. El proyecto, en su conjunto, costaría 143 millones de dólares, según un informe del consorcio internacional que lo financia: la agencia de ayuda internacional australiana AusAID y el Banco Asiático de Desarrollo. Se rehabilitarán 641 kilómetros de vía con el objetivo de integrar a Camboya en la red regional como Vietnam y Tailandia; sin embargo, unas 1.400 familias que viven en chabolas, se han visto afectadas y 1050 familias han tenido que trasladarse. El informe, elaborado por expertos de AusAID y del Banco Asiático de Desarrollo en abril de 2012, señalaba que la construcción era deficiente y las inspecciones chapuceras, lo que había provocado el desalojo de familias, luchas intestinas entre contratistas, retrasos y sobrecostes.
En marzo de 2012, Toll dijo que suspendería su participación en el proyecto ferroviario debido a los retrasos, causados por la falta de equipos, las lluvias de 2011 y el reasentamiento de miles de camboyanos. La línea de Phnom Penh al puerto de aguas profundas de Sihanoukville también debía reabrirse en 2011. Sin embargo, la empresa volvió a finales de julio y dijo que empezaría a transportar los materiales de construcción necesarios para construir la línea del sur a partir del 1 de agosto. Toll Holdings vendió su participación del 55% en 2014 a Royal Group, y la empresa pasó a llamarse Royal Railway Cambodia.
En junio de 2012, Camboya discutió con China la financiación de un tramo de 250 kilómetros de línea ferroviaria entre Camboya y Vietnam. Var Sim Sorya, director general del Ministerio de Obras Públicas y Transporte, dijo: "China no tiene tantas condiciones, pero los técnicos chinos están bien estudiados", dijo el día anterior en un taller sobre infraestructuras, aunque no especificó cuáles eran las condiciones no deseadas. En 2013, el Grupo Ferroviario de China planeó la construcción de un ferrocarril norte-sur de 405 km a través de Camboya, que apoyaría la expansión prevista de la industria siderúrgica en el país.
La línea entre Phnom Penh y Sihanoukville se abrió a los viajeros el 9 de abril de 2016, tras haber estado suspendida durante 14 años. La línea entre la frontera tailandesa de Poipet y Battambang estaba en proceso de reconstrucción en 2017, y está previsto reconstruir el resto de la línea entre Battambang y Phnom Penh con un coste de 150 millones de dólares.
En marzo de 2018 se anunció que la línea de Poipet a Sisophon comenzaría a funcionar el 4 de abril de 2018. Posteriormente, las operaciones se ampliaron aún más hasta Battambang el 29 de abril, con planes para abrir la línea hasta Pursat el 29 de mayo. También se informó de que se estaban estudiando nuevas rutas ferroviarias por parte de empresas privadas. En 2020, el subsecretario de Estado de Transporte, Ly Borin, anunció un estudio de viabilidad del ferrocarril de Phnom Penh a Bavet, en la frontera con Vietnam, con un plan eventual de conexión a la red ferroviaria vietnamita en Ciudad Ho Chi Minh.
En mayo de 2019, a petición del primer ministro, Hun Sen, un equipo de China Railway Construction Corporation llegó a Camboya para realizar estudios de viabilidad sobre las mejoras ferroviarias, incluyendo la reparación de puentes y vías, la doble vía, la electrificación, el ferrocarril de alta velocidad Sisophon-Kampong Cham, el ferrocarril Phnom Penh-Stung Treng y el tren ligero y el sistema de metro en Phnom Penh.

## Estadísticas

### Histórico
Ferrocarriles Reales de Camboya
- Fecha: hacia 1956
- Ruta: Conexiones con los ferrocarriles de Tailandia y Vietnam
- Ancho de vía: 1.000 mm
- Longitud de la ruta: 389 km
- Locomotoras: 23 - parece que 19 de ellas todavía existen y una (RRC nº 231-501 4-6-2) está operativa[25]

## Locomotoras
La empresa china CSR Qishuyan Locomotive Company ha suministrado locomotoras diésel-eléctricas del tipo CKD6D a los Ferrocarriles Reales de Camboya. Se trata de locomotoras Bo-Bo de 880 kW con motores diésel Caterpillar CAT3508B. Los Ferrocarriles Reales de Camboya comprarán la locomotora diésel-hidráulica de INKA en noviembre de 2019.

## Enlaces ferroviarios con países adyacentes
- Tailandia - sí - mismo ancho de vía (1.000 mm)
- Laos - no - ancho de vía diferente a través de China (1.435 mm) - indirectamente a través de Tailandia (1.000 mm)
- Vietnam - no - previsto - mismo ancho de vía (1.000 mm)

## Cronología

### 2006
- Red ferroviaria transasiática prevista[28]
- Se propone enlazar Aranyaprathet (Tailandia) con Sisophon (Camboya)
- Malasia se ofrece a donar raíles y traviesas a Camboya, para ayudarles a completar los enlaces que faltan, lo que sería valioso para todos los países de la vecindad.
- 17 de noviembre de 2006 - Para completar un eslabón que faltaba en la ruta ferroviaria Singapur-Kunming, Malasia ha donado a Camboya raíles que se utilizarán para conectar Poipet con Sisophon (48 km).[29] Según el ministro de Transportes, Datuk Seri Chan Kong Choy, el raíl se ha tomado del antiguo tramo Rawang-Ipoh, donde se ha construido una nueva línea doble electrificada. Todavía falta un enlace entre Camboya y Vietnam que incluya un cruce del río Mekong. Se espera que la línea Singapur-Kunming, ya terminada, promueva un mayor comercio con China.
- 16 de diciembre de 2006 - El Banco Asiático de Desarrollo adelanta un préstamo que, junto con la donación en especie de raíles por parte de Malasia, permitirá restablecer el enlace con Tailandia.

### 2007
- El BAD y la OPEP acuerdan prestar 80 millones de dólares para el enlace de Aranyaprathet a Sisophon, que se completará en 2010.[30]
- Se necesitan 500 millones de dólares para otro enlace de 254 km entre Phnom Penh y Lộc Ninh.[30]

### 2008
- Noviembre, 2008 - acuerdo para el enlace Vietnam - Camboya[31]
- Octubre-Noviembre: Se prepara un acuerdo de 30 años con la empresa australiana Toll Holdings para modernizar el sistema ferroviario nacional, restaurar el enlace desde la actual cabeza de ferrocarril occidental de Sisophon hasta la cabeza de ferrocarril tailandesa de Poipet, y construir una nueva línea de 225 km que una los ferrocarriles camboyanos con la cabeza de ferrocarril vietnamita de Lộc Ninh. Se prevé que la renovación de las líneas existentes, que se realizará en segmentos de 50 km, dure entre 2 y 3 años. El enlace con Vietnam implicaría la construcción de dos grandes puentes: uno sobre el río Tonlé Sap y otro sobre el río Mekong, en la provincia de Kampong Cham. El gobierno camboyano espera obtener ayuda de China para financiar el proyecto.[6]

### 2009
- 12 de junio: Toll Holdings y Royal Group firman un acuerdo de concesión.[7]

### 2010
- Octubre: Touk Meas a Phnom Penh se reabre para el transporte de mercancías.[12]

### 2012
- Marzo: Toll Holdings anuncia públicamente que suspenderá sus obras durante un año debido a los retrasos en las obras.
- El 1 de agosto la empresa comenzó a transportar materiales de construcción para construir la línea del Sur.

### 2014
- El 25 de julio se celebró en Poipet una ceremonia de colocación de la primera piedra de las obras de restablecimiento del ferrocarril transfronterizo a Tailandia.[32]

### 2015
- Está previsto que en agosto comiencen las obras de rehabilitación de la línea entre Phnom Penh y Sisophon.[33]

### 2016
- 9 de abril - Apertura a los viajeros de la línea Phnom Penh y el Sur (Sihanoukville, Kampot).

### 2018
- 4 de abril - Apertura de la línea entre Poipet y Sisophon
- 29 de abril - Ampliación del servicio de Sisophon a Battambang
- 29 de mayo - (programado) Extensión del servicio de Battambang a Pursat
- 4 de julio - Ampliación del servicio de Pursat a Phnom Penh

### 2019
- 22 de abril - Reanudación del servicio ferroviario transfronterizo entre Poipet y Aranyaprathet.[34]

### 2020
- (desconocido) - Suspensión indefinida del servicio ferroviario transfronterizo en Poipet, debido al COVID-19.[35]
- (desconocido) - Cierre permanente del servicio ferroviario del aeropuerto.[36]
- (Octubre) - Estudio de viabilidad en curso para el ferrocarril entre Phnom Penh y Bavet.[23]

## Ferrocarril de bambú

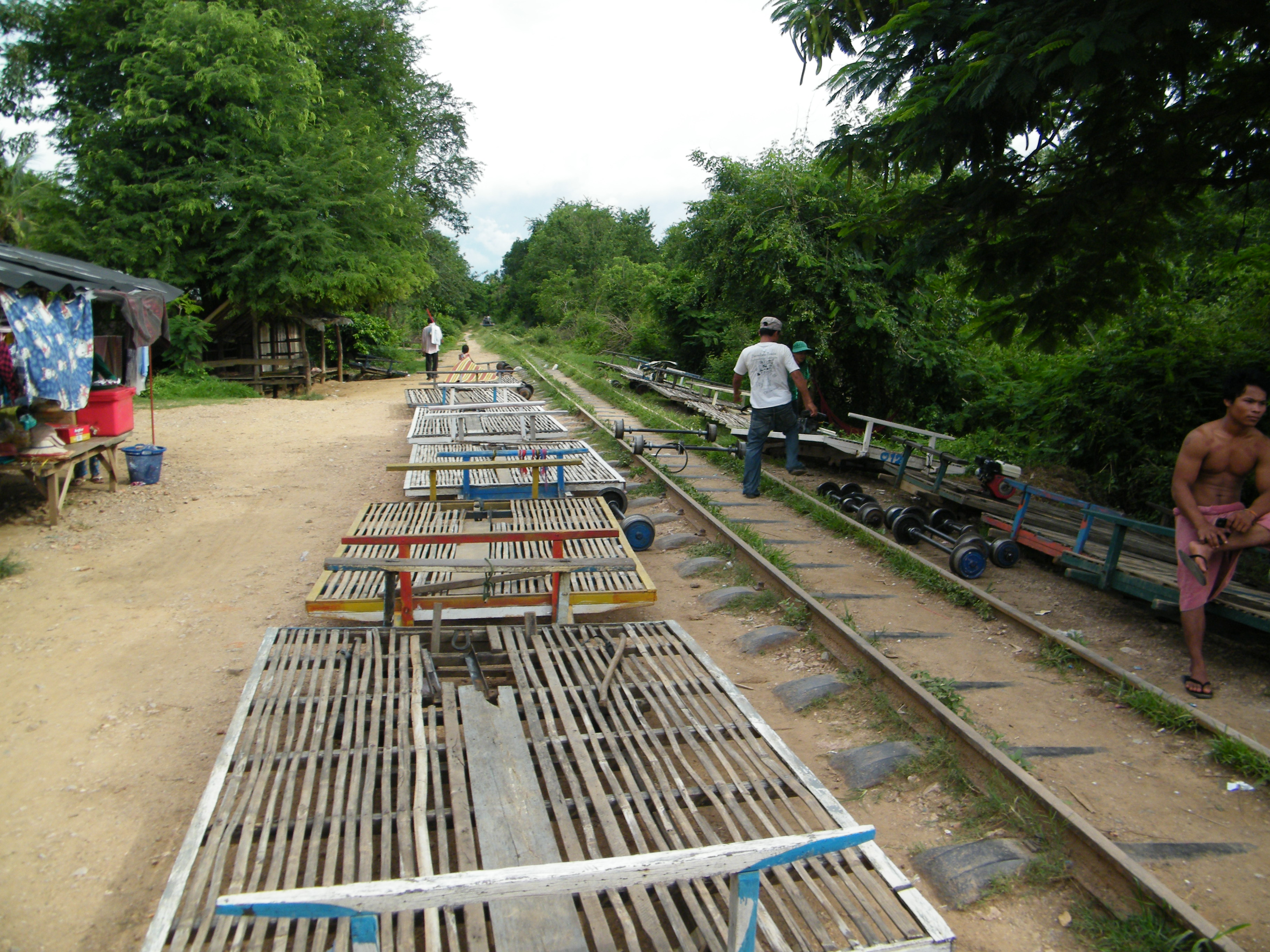
Estación del tren de bambú (Norry) cerca de Battambang.

El ferrocarril de bambú, como lo conocen los visitantes extranjeros, "norry" o "camiones", como lo conocen los lugareños, era una forma de transporte popular en la zona noroeste del país, cerca de Battambang. Los trenes constan de una plataforma cubierta de bambú y dos ejes separados con ruedas. Circulan por vías regulares y son propulsados con motores de gasolina refrigerados por aire, tipo Briggs & Stratton, adaptados a partir de generadores eléctricos portátiles, o de bombas de agua. La potencia se transmite por correa y polea. Los trenes pueden alcanzar hasta 40 km/h. Al encontrarse con el tráfico en sentido contrario, los pasajeros del carro con menos pasajeros deben levantar la plataforma, el motor y los ejes de su carro de las vías para dejar pasar al otro carro.